# Cynoglossum alpinum
Cynoglossum alpinum là loài thực vật có hoa trong họ Mồ hôi. Loài này được (Brand) Riedl mô tả khoa học đầu tiên năm 1985.